# Sacalia quadriocellata
La tartaruga quadriocellata (Sacalia quadriocellata Siebenrock, 1903) è una rara specie di tartaruga della famiglia dei Geoemididi.

## Descrizione
Il carapace, lungo circa 150 mm, è liscio e depresso di colore marrone maculato con macchie più scure. Il piastrone è rosa-salmone con macchie scure. La testa è marrone scura o nera con quattro ocellature chiare bordate di nero nella parte posteriore del capo. Lungo il collo sono presenti tre striature chiare. Le femmine depongono 2-6 uova bianche e allungate. L'alimentazione è prevalentemente vegetariana.

## Distribuzione e habitat
Distribuita in Cina meridionale (nelle provincie di Guangdong, Guangxi e Hainan), nel Laos e nel Vietnam. Abita torrenti e piccoli ruscelli all'interno di boscaglie e giungle, da 100 a 400 metri sopra il livello del mare.

## Conservazione
La cattura incontrollata e devastante per il cibo e per la medicina tradizionale in molte parti dell'Asia rappresenta la più grande minaccia per questa specie. Le piccole popolazioni presenti nel Laos e nel Vietnam non sono considerate minacciate come la principale e più grande popolazione presente in Cina, dove la specie è a rischio di estinzione, probabilmente poiché la Cina è il principale consumatore di tartarughe d'acqua dolce. Nonostante molte specie di tartarughe siano inserite nelle Appendici CITES e nel China's Wild Animals Protection Law, le tartarughe d'acqua dolce si trovano ancora nei ristoranti e nei mercati alimentari.